# Mittenothamnium ctenidioides
Mittenothamnium ctenidioides là một loài Rêu trong họ Hypnaceae. Loài này được (Dixon) Schelpe mô tả khoa học đầu tiên năm 1979.